# The State of Dreaming
The State of Dreaming é uma canção gravada pela cantora galesa e compositora Marina and the Diamonds. A canção escrita por Diamandis, Nowels, Devrim Karaoğlu e produzido por Rick Nowels e Devrim Karaoğlu é um single promocional tirado de seu segundo álbum de estúdio, "Electra Heart", que foi lançado em lojas digitais em 27 de abril de 2012 pelas gravadoras 679 e Atlantic. A cantora estreou o videoclipe da música, dirigido por Thomas Knights em seu canal do Youtube em 2 de março, como a parte 9 da série de vídeos do álbum Electra Heart (2012).

## Composição
Foi composta por Marina Diamandis, Nowels, Devrim Karaoğlu e produzida por Rick Nowels, Devrim Karaoğlu. A canção deriva-se dos gêneros musicais Pop e electro-pop, e ainda consiste no uso de bateria, piano, percussão e guitarra. Liricamente, a canção abrange o tema de viver uma vida teatral. De acordo com a SongBPM, a canção possui um metrônomo de cento e vinte e quatro batidas por minuto.

## Videoclipe
Em 2 de março de 2013, Diamandis enviou um vídeo para a música "The State of Dreaming" em sua página no YouTube. O vídeo da música consiste em Diamandis cantando a canção, em cores e em preto-e-branco, no mesmo conjunto de seu video "Wedding Bells", servindo como Parte 9 da série dos vídeoclipes do Electra Heart. 
Na descrição do vídeo, Diamandis adicionou uma transcrição. Ele dizia: "I would sell my sorry soul if I could have it all". Em 27 de junho de 2013, o vídeo de "The State of Dreaming" já recebeu mais de 2 milhões de visualizações no YouTube.

## Recepção da crítica
Pete Clark, do Evening Standard concordou com isso, comentando que "Marina se destaca nos momentos mais lentos das canções, como em ['Primadonna'], 'Lies', 'Valley of the Dolls' e 'The State of Dreaming', onde seus arrebatadores vocais se misturam a uma batida electro-pop, trazem a memória Kate Bush tendo opções mais fáceis do que as de seus dias mais recentes." Ele ainda disse que "a melhor [música] entre todas é 'Homewrecker', com uma letra-narrada épica, na qual os Pet Shop Boys não teriam vergonha de colocar sua assinatura."